# Radiale remklauw

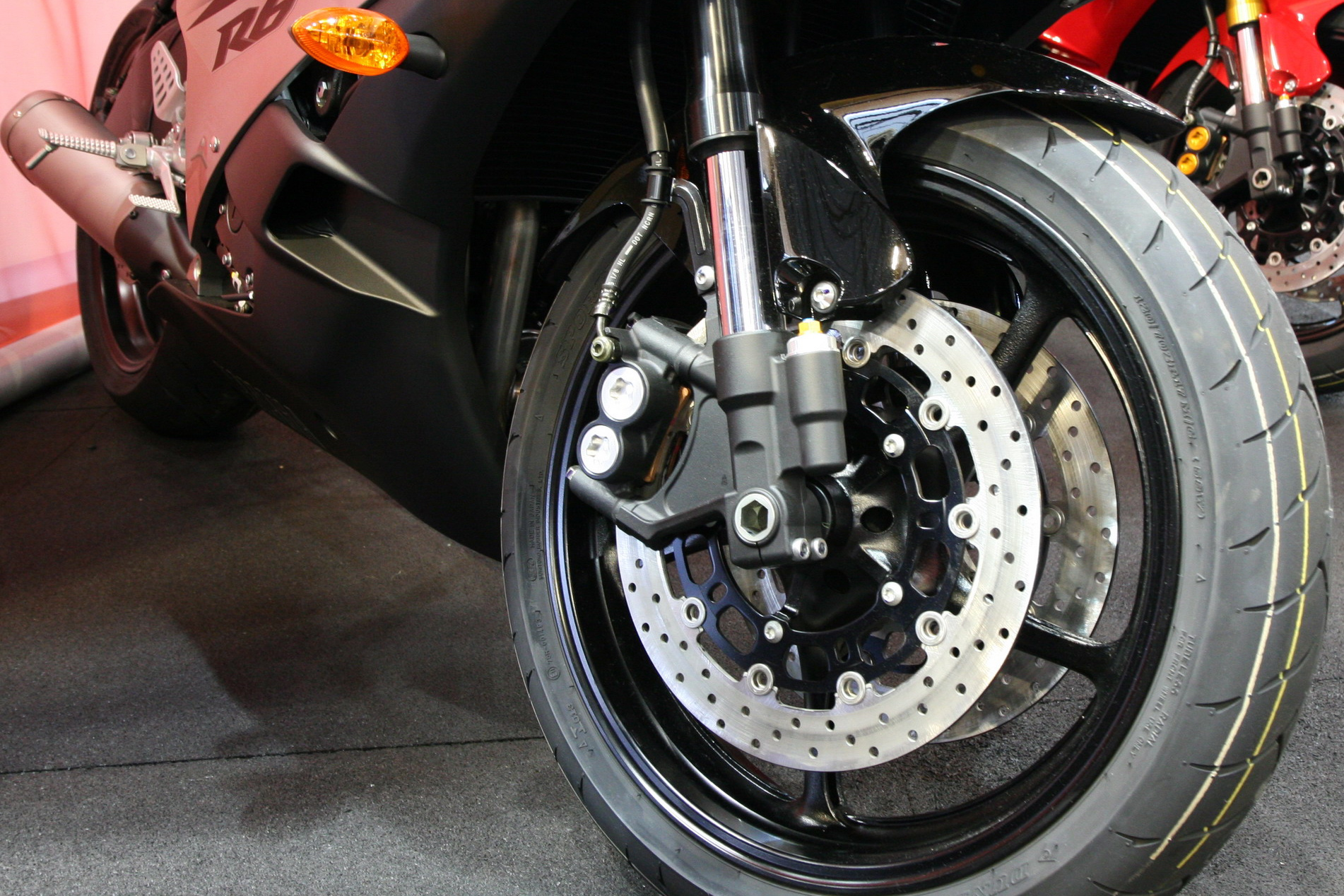
Remklauw op een Yamaha R6

Een radiale remklauw is een remklauw van een schijfrem waarbij de bevestigingsbouten niet dwars op de rijrichting maar in de lengte zijn geplaatst. 
Hierdoor ontstaat een grotere stijfheid waardoor de remklauw minder “zweeft” en de torsiekrachten tijdens het remmen beter opgevangen worden. Hierdoor kunnen ook de remschijven kleiner (en lichter) gehouden worden. 